# Bouar
Bouar est une ville de la République centrafricaine, chef-lieu de la préfecture de Nana-Mambéré et de l'une de ses quatre sous-préfectures. L'histoire et la vocation militaire de la ville sont marquées par l'établissement d'une ancienne base de l'armée française (6e régiment interarmes d'outre-mer).

## Géographie
La ville située sur un gradin du massif granitique de Yadé, à plus de 1 000 m d'altitude, avoisine les frontières du Cameroun. Elle se trouve ainsi à 452 km au nord-ouest de la capitale centrafricaine Bangui. La rivière Lobaye longue de 402 km, affluent de l'Oubangui, prend sa source au pied de la cité.

## Histoire

### Période coloniale

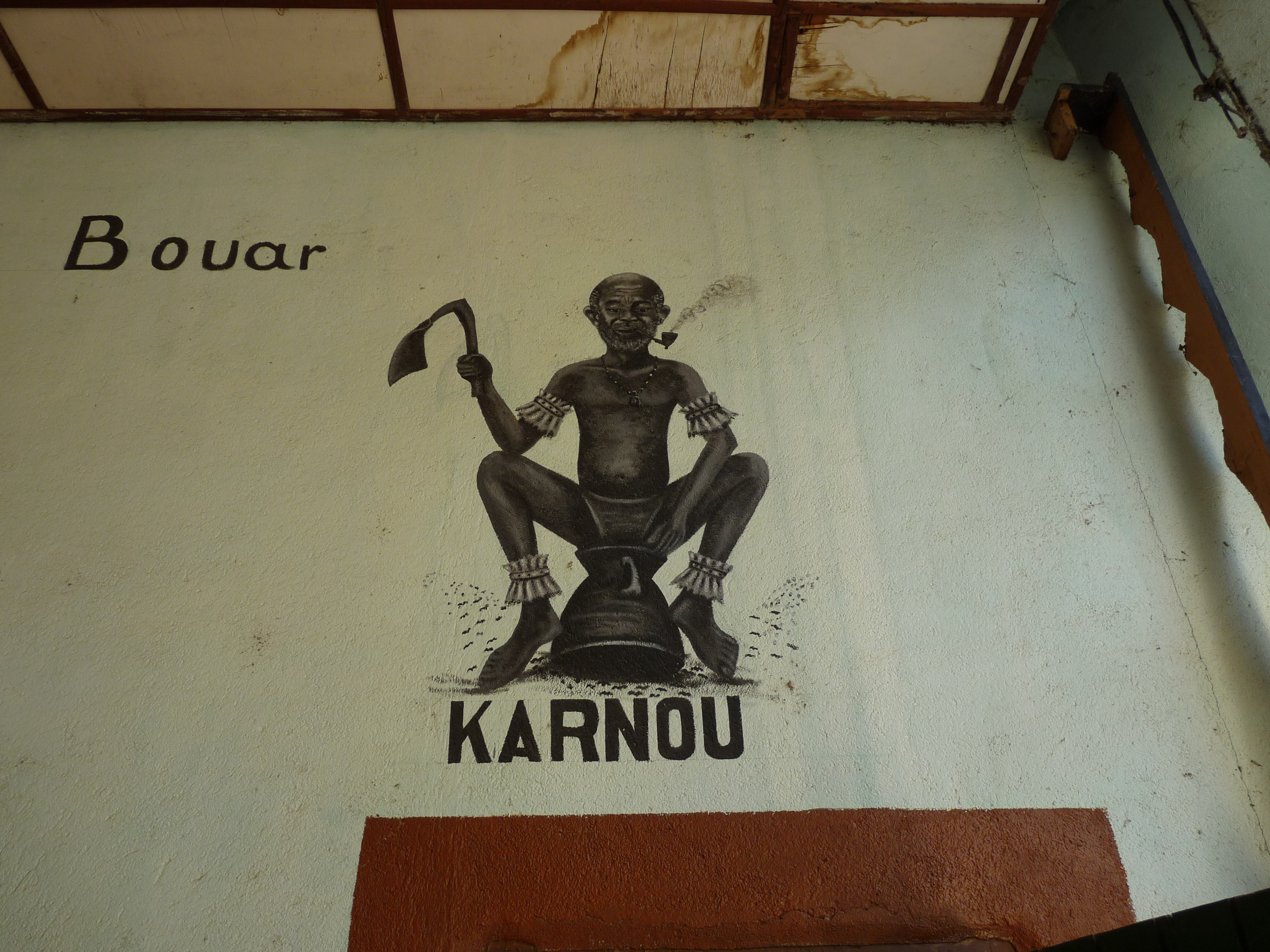
Portrait de Karinou

Après l'accord franco-allemand du 4 février 1894 qui reconnaît à la France la ligne des postes établis d'Ouesso à Koundé, la ville intègre la colonie française du Congo français. Le 4 novembre 1911, elle est cédée au Kamerun allemand, et fait alors partie de la région du Neukamerun. 1912, voit l'installation d’un important poste militaire allemand à Bouar,. Au début de la Première Guerre mondiale, en 1914, Bouar est repris par la France, et intégrée à la colonie du Moyen-Congo fédérée en Afrique-Équatoriale française.
En 1916, la Subdivision de Bouar est rattachée à la Région du Moyen-Logone, puis en 1920, par l'arrêté du 12 décembre 1920, la localité devient un chef-lieu de subdivision de la circonscription de Haute-Sangha, dans la colonie du Moyen-Congo. En 1922, elle est de nouveau rattachée au Moyen-Congo, avec Baboua pour chef-lieu. En 1928, la Subdivision de Bouar devient District de Bouar rattaché à la colonie de l’Oubangui-Chari. Pendant la période 1928-1932, la présence militaire française est renforcée en raison de la révolte des indigènes contre le travail forcé, lors de la guerre du Kongo-wara. Le poste militaire français est rétabli par le capitaine Émile Jean Joseph Boutin, et des éléments de la 9e compagnie du Régiment de Tirailleurs Sénégalais du Tchad (RTST). Le 11 décembre 1928, la figure emblématique de la révolte, Karinou, guérisseur, prophète et féticheur est tué à Nahing, à 50 km au Sud-Est de Bouar dans la vallée de la Nana. Une avenue de la ville de Bouar porte le nom de Karinou.
Au début de la seconde guerre mondiale, à la suite de l'Appel du 18 juin 1940, le Capitaine Robert de Roux en poste à Bouar rallie civils et militaires à la cause de la France libre, en juillet 1940. Le 16 octobre 1946, est créé le District de Bouar, dans la circonscription de l'Ouham-Pendé. Puis 1947, voit l'établissement d’un camp Leclerc à Bouar.

### De l'indépendance (1960) à nos jours
Le 23 janvier 1961, la République centrafricaine indépendante, instaure la ville de Bouar en chef-lieu de la préfecture de Bouar-Baboua, divisée en deux sous-préfectures de Baboua et Bouar, cette préfecture prendra en 1964 le nom de Nana-Mambéré. Le 3 mars 1964, la commune de moyen exercice de Bouar est érigée en commune de plein exercice. En septembre 1967, l'ESFOA (École Spéciale de Formation des Officiers d'Active) créée le 16 février 1966, par le général Jean-Bedel Bokassa à Bangui, est transférée à Bouar. Elle fonctionnera jusqu'en 1973, puis sera rouverte en 2005.
C'est en 1978, qu'est institué le diocèse de Bouar par démembrement du diocèse de Berbérati.
En juin 1981, l’opération Barracuda débutée en 1979, conduira à la mise en place des EFAO (Eléments Français d’Assistance Opérationnelle) pré-positionnés à Bouar, jusqu’à décembre 1997. Le 11 décembre 1997, les militaires français quittent leur base de Bouar. Bouar abritait jusqu'à fin 1997 une des bases militaires françaises dites «Camps Leclerc».
Le 26 octobre 2013, combat et massacre de Bouar, lors de la Troisième guerre civile de Centrafrique.

## Politique et administration

### Instances judiciaires
La ville est le siège de la cour d'appel de Bouar, d'un tribunal de grande instance et d'un tribunal pour enfants.

### Représentation consulaire
La ville accueille le consulat du Cameroun depuis le 19 juillet 2012.

### Quartiers
La ville de Bouar est constituée de 48 quartiers recensés en 2003: Arabe, Beya, Bokossi Banda, Camp Fonctionnaire, Camp de Roux, Camp Poste, Centre Commercial, Cote45, Cotonaf1, Cotonaf2, Foulbe, Ganza, Gbagbakayala (1 et 2), Gbaya Bossangoa, Gbaya Carnot, Gboutou 1, Gboutou 2, Gombou 1, Gombou 2, Haoussa 1, Haoussa 2, Haoussa 3, Herman (1 et 2), Kpanawe1, Kpanawe2, La Vallée, Lokoti 1, Lokoti 2, Mairie 2, Mamadou Sara3, Mamadou Sara1, Mamadou Sara2 , Mamadou Sara4, Martineau, Mboum, Mossoro, Ngamakette, Ngollo 1, Ngollo 2, Ouham, Ouham Pende 1, Ouham Pende 2, Ouham-Pende 1, Saint Joseph, Souma (1 et 2), Souma3, Tali, Wansseme, Yaboto.

### Poste militaire permanent
Placée sur l'axe reliant le Cameroun à la capitale centrafricaine Bangui, Bouar est un endroit stratégique. Le centre militaire sur place a été réhabilité en 2017, avec le soutien de la Minusca. En décembre 2018, la Minusca, la Mission de formation de l'Union européenne en République centrafricaine (EUTM RCA) et les Forces armées centrafricaines (FACA) ont réalisé un audit des infrastructures avec pour objectif d'établir à Bouar le second point d'appui européen après Bangui.

## Société

### Éducation
La ville est le siège de l'IAO Inspection Académique de l'Ouest qui administre les trois circonscriptions scolaires de Nana-Mambéré, Mambéré-Kadéï et Sangha-Mbaéré.
- L'enseignement fondamental est assuré par 12 écoles pour plus de 6 000 élèves inscrits et plus d'une centaine d'enseignants[18]. Il se compose de 9 écoles publiques : Camp Leclerc, Cotonaf, Haoussa, Herman, La Vallée, Lokoti, Mamadou Sara, préfectorale filles, préfectorale garçons et 3 écoles fondamentales privées : Gaïwaka, Saint-Joseph et SOS.
- L'enseignement secondaire est assuré par le Lycée Moderne de Bouar.
- L'École Nationale d'Élevage de Bouar[19] (ENEB) est entrée en fonction en 2006, elle succède après 19 ans au CTE (Collège Technique d'Élevage) établi avec l'aide de la coopération française en 1962 et au CFPE (Centre de Formation Professionnel d’Élevage) fermé en 1987. Elle forme les techniciens de l'élevage[20].

### Santé
La ville dispose de six structures de santé : l'hôpital préfectoral, et des centres de santé : Haoussa, Herman, Saint-Michel, SOS et Wantiguera.

### Médias

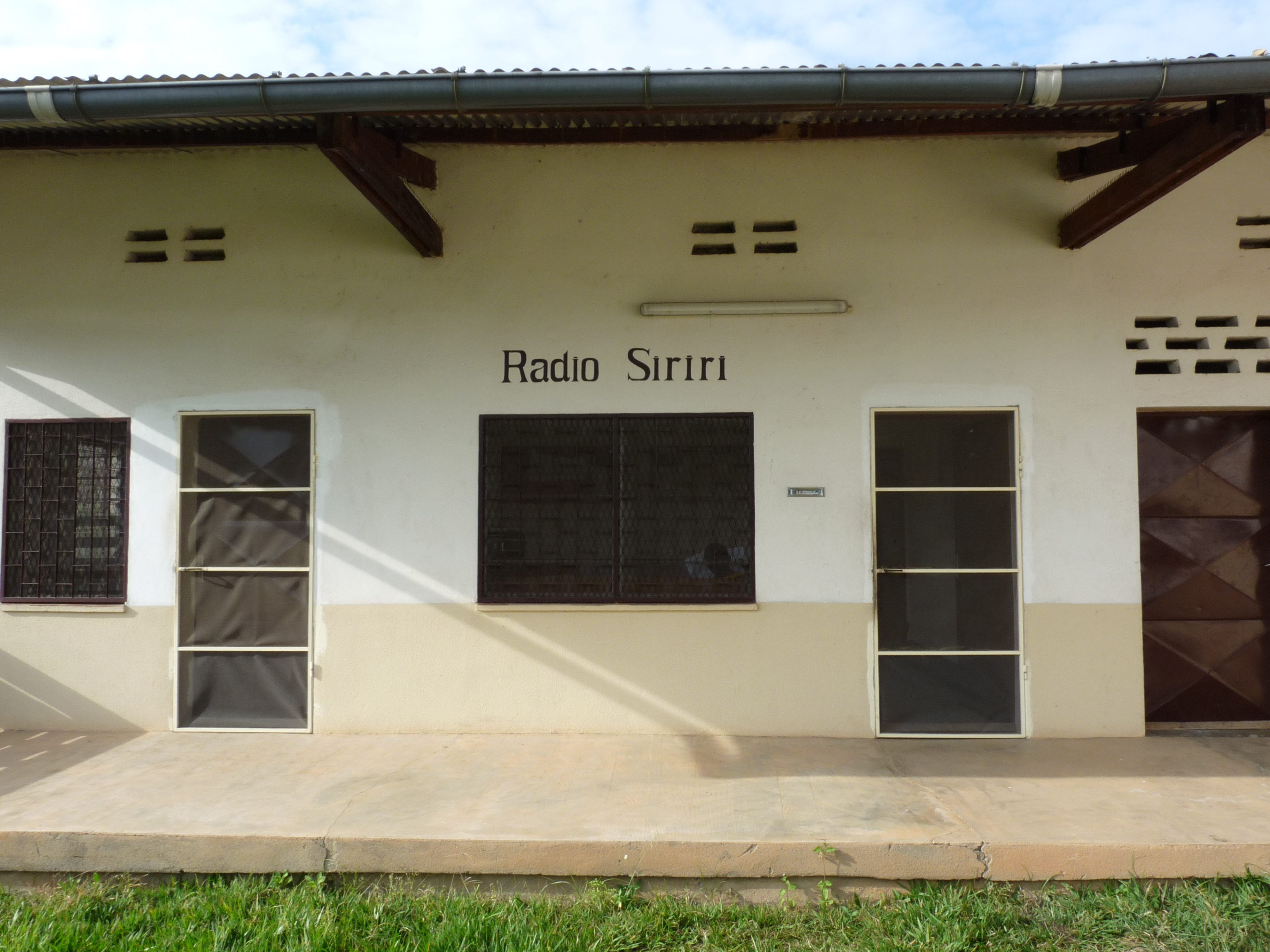
Radio Siriri

- Radio Maïgaro, radio communautaire créée en 1995, émettant sur la fréquence 108 FM[22].
- Radio Siriri, radio confessionnelle du diocèse catholique de Bouar, émettant sur la fréquence 103.6 FM[23].
- Radio Ndeke Luka, diffuse depuis Bouar son programme national sur 100.9 FM.

## Lieux de culte
Parmi les lieux de culte, il y a principalement des églises et des temples chrétiens : Église évangélique luthérienne de République centrafricaine (Fédération luthérienne mondiale), Église évangélique baptiste en République centrafricaine (Alliance baptiste mondiale), Diocèse de Bouar (Église catholique) . (Église adventiste du septième jour). Il y a également des mosquées musulmanes.

## Économie
L'économie de Bouar repose en partie sur les œuvres d'art, grâce au centre artisanal créé en 2007 qui a formé un millier de jeunes. Ils mettent sur le marché national et sous-régional des produits de valeurs pour gagner leur vie.

La culture maraîchère est aussi le principale activité des habitants du village Maïgaro.

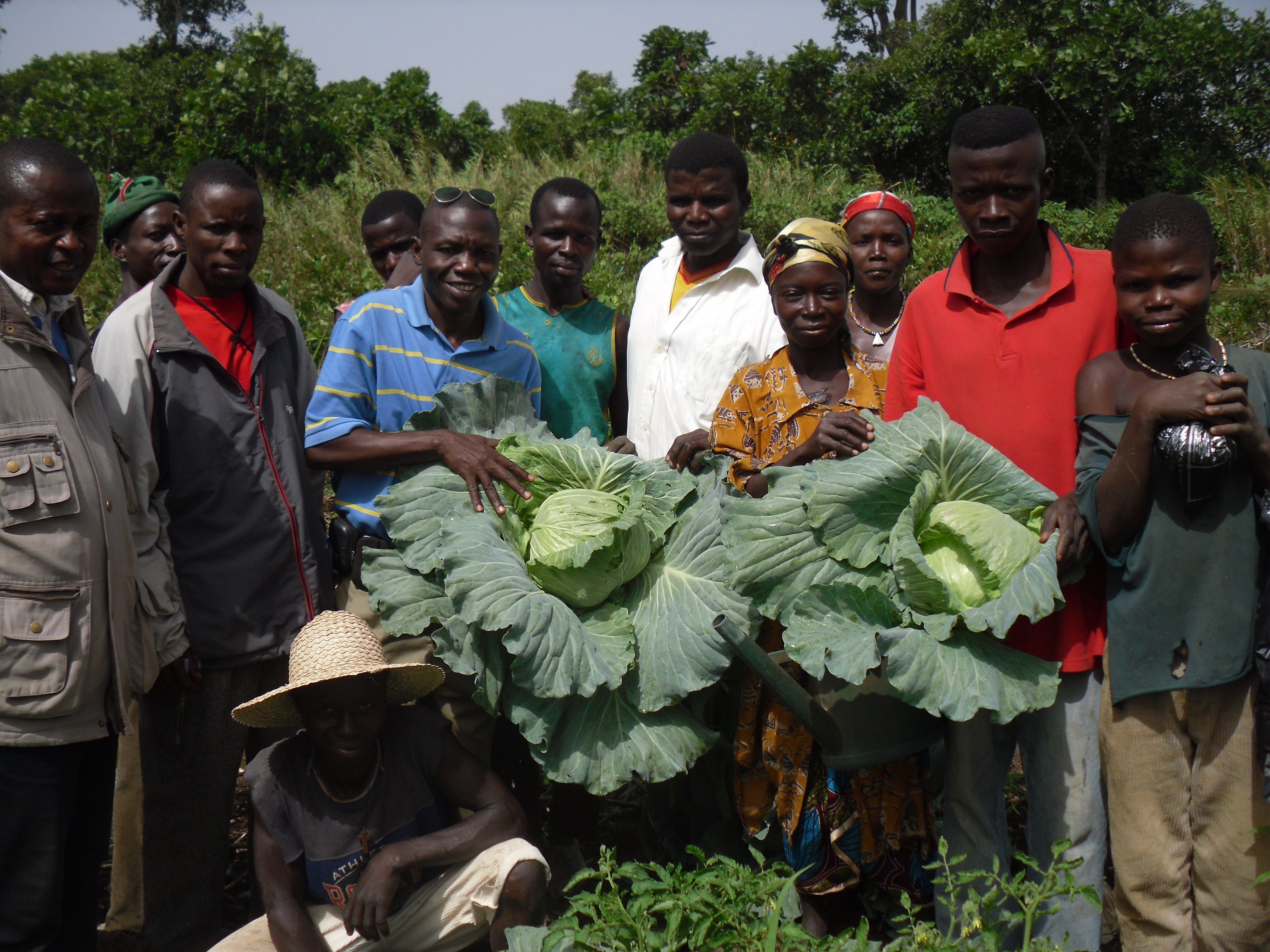
Récolte de chou bombé
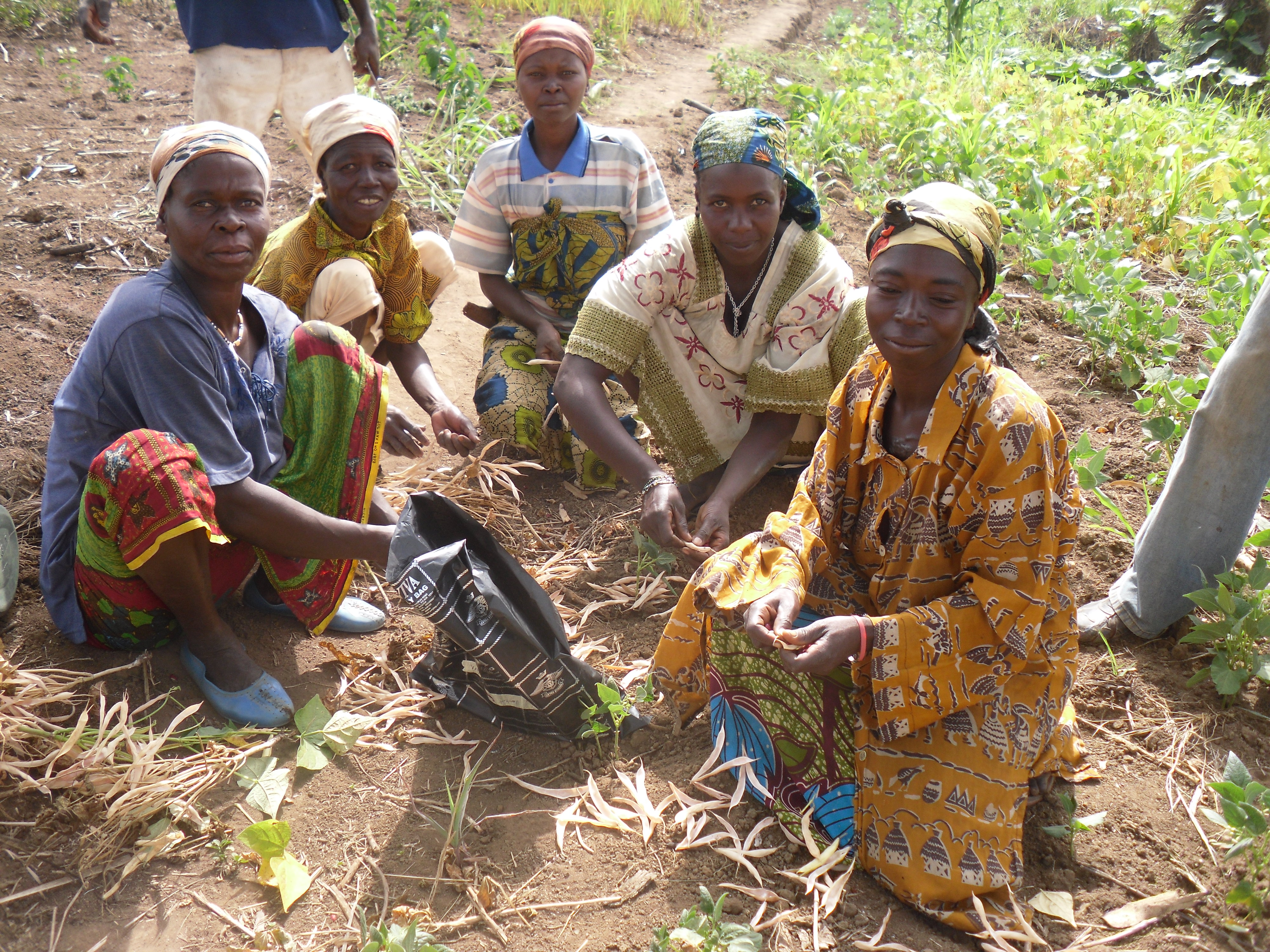
Décorticage du haricot

### Transports

#### Routes
La ville est traversée d'est en ouest, par la route nationale RN3, partie du Corridor Douala Bangui. Long de 1 500 km, il constitue la principale voie de transit de marchandises du pays. Bouar se situe à 452 km de Bangui et à 158 km de Garoua-Boulaï sur la frontière camerounaise.
La ville dispose de liaisons routières parfois peu praticables : vers le nord, pour Bocaranga, puis Paoua par la route régionale RR4; vers le nord-ouest, pour Bozoum par la route régionale RR8; vers le sud pour Carnot par la RN3, puis RN11 à partir de Baoro.

#### Aérodrome
La ville est reliée par le transport aérien avec l'Aéroport de Bouar (code AITA : BOP),

## Culture
La région conserve des vestiges d'une culture à mégalithes dans le village de Narèmè, présentés en 2006 pour classement au patrimoine mondial de l'UNESCO. La zone mégalithique couvre 130 km de long sur 30 km de large et s'étend sur une surface d'environ 7 500 km2. Ces mégalithes ont été signalés pour la première fois par le commandant français J. d'Aubraumont.

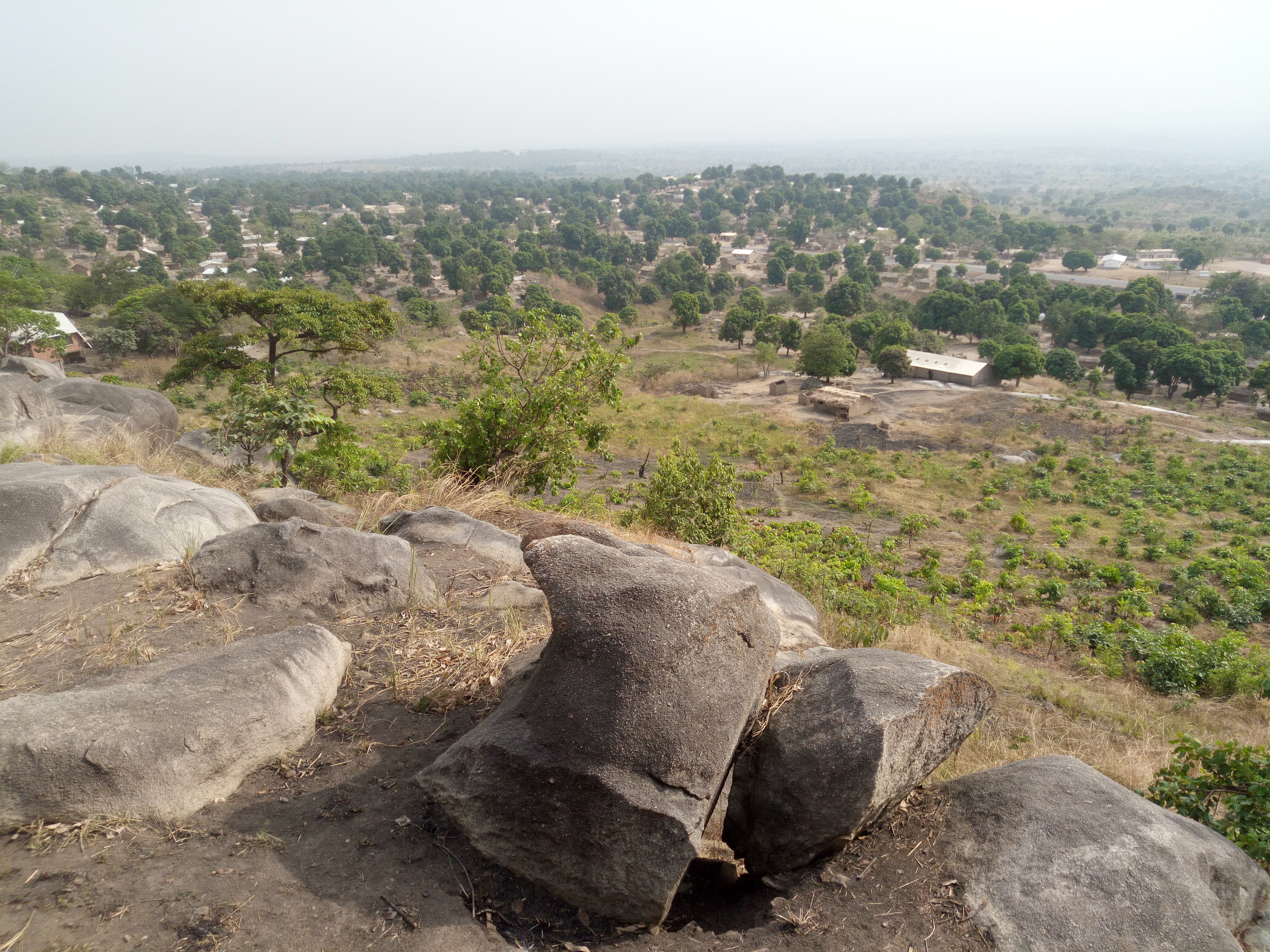
Paysage
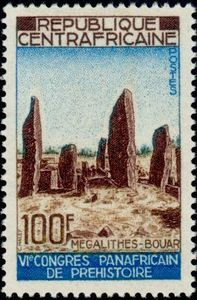
Mégalithes de Bouar (1967)
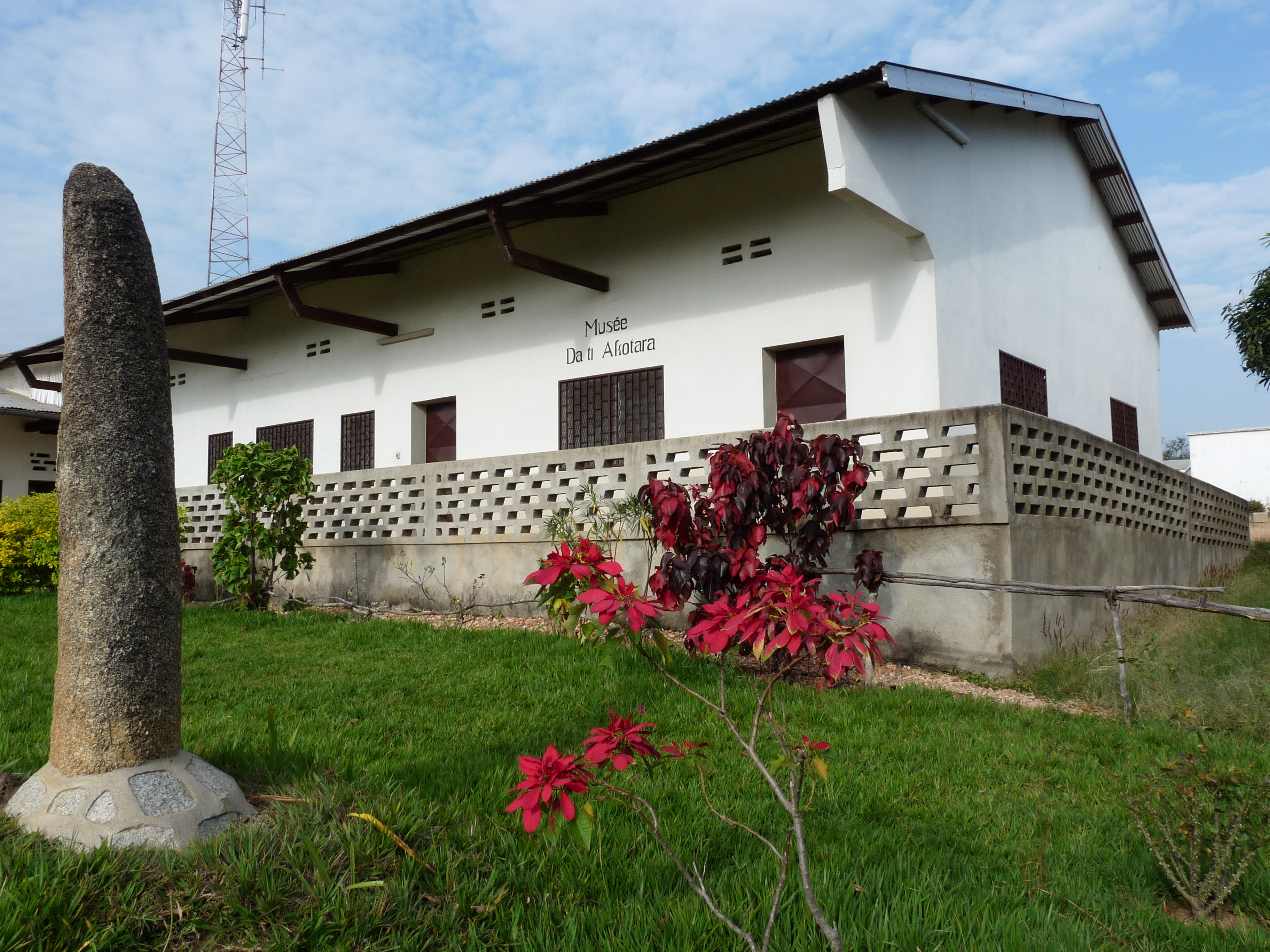
Musée des Ancêtres
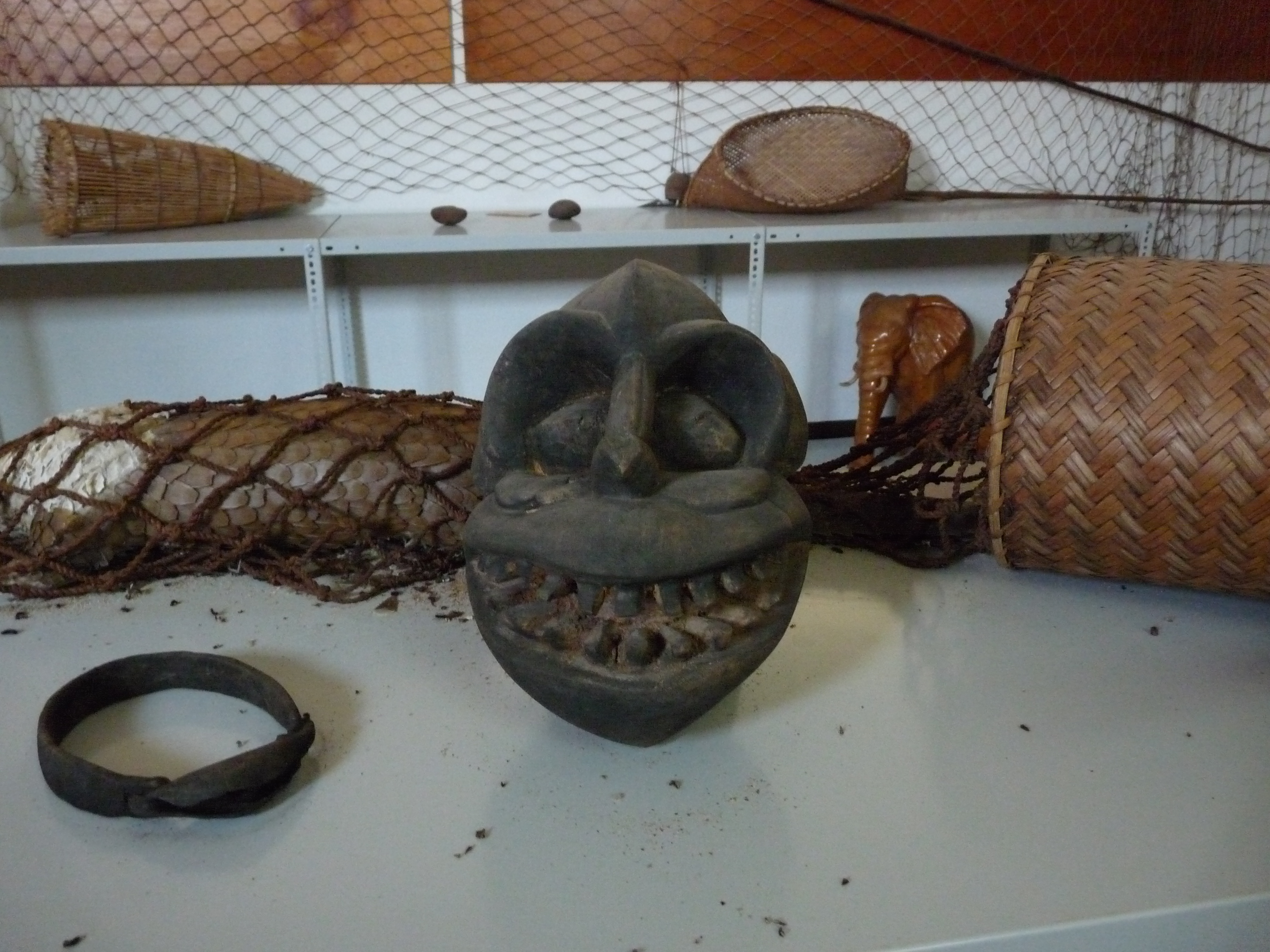
Objets tradionnels
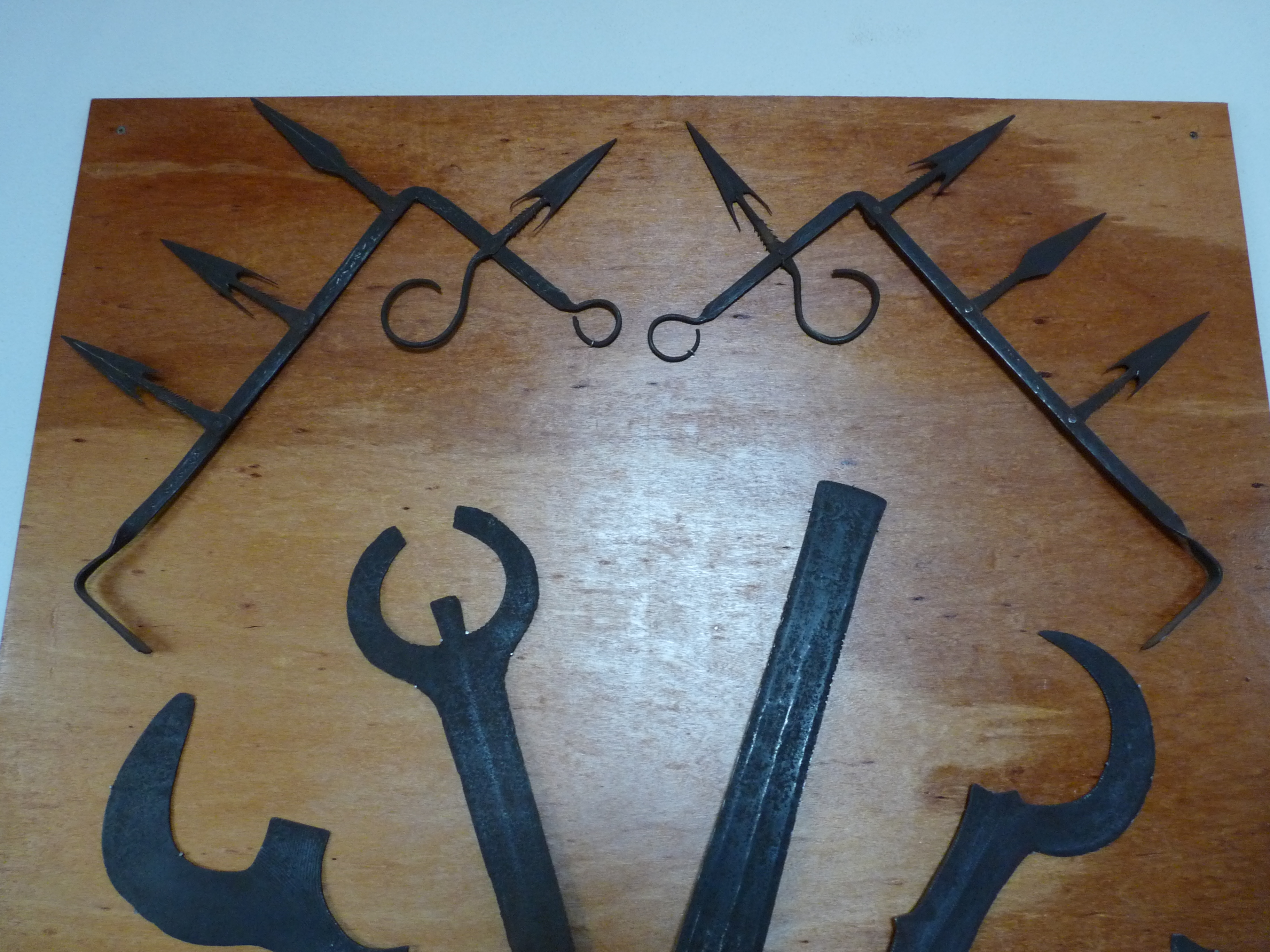
Armes d'apparat
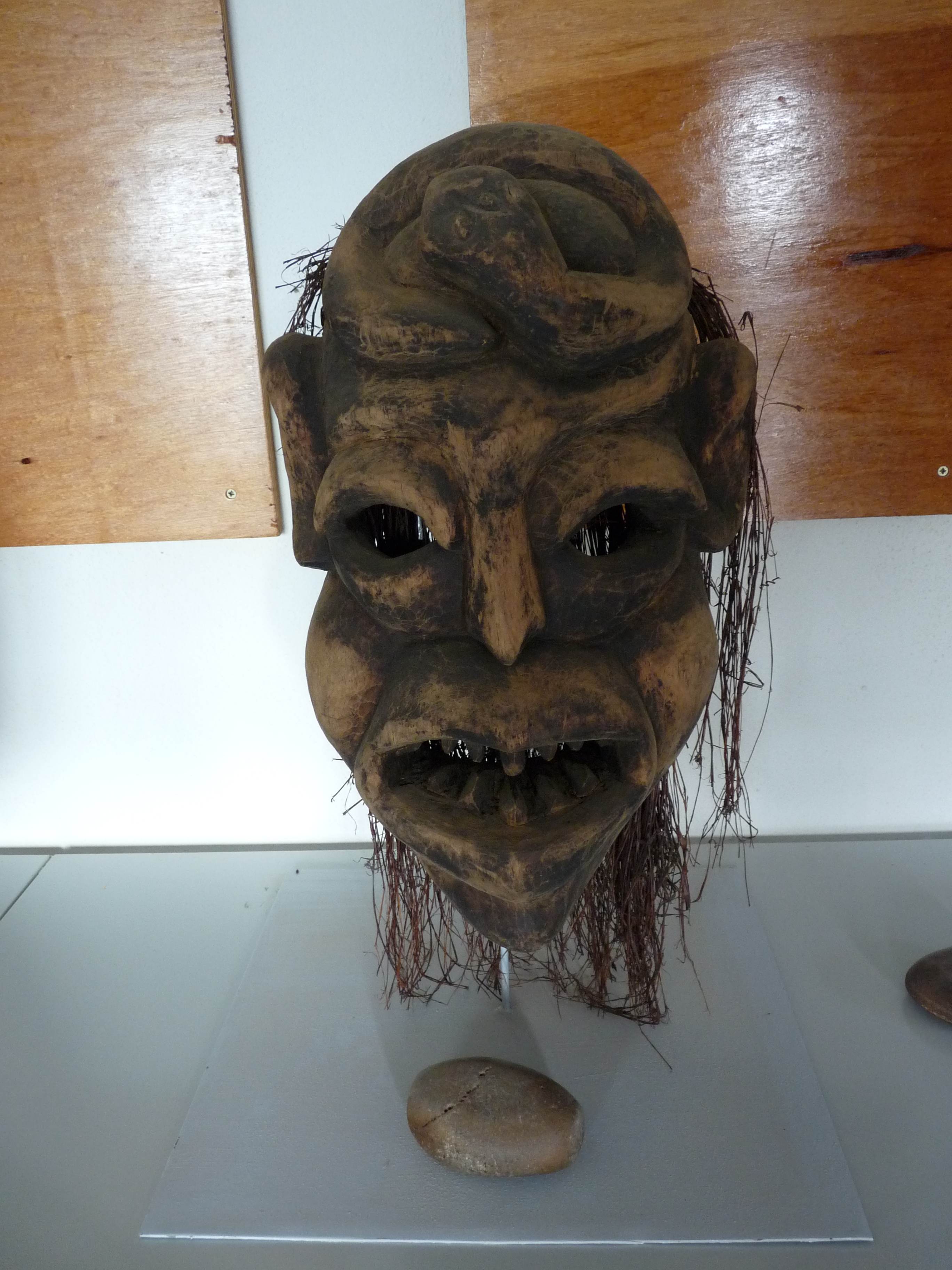
Masque centrafricain

## Personnalités
- Pierre Hautefeuille, est adjoint au chef de Subdivision de Bouar en 1938, il rallie la France libre et est Compagnon de la Libération[29]
- Robert de Roux, est chef de la Subdivision de Bouar en 1939, il rallie civils et militaires à la cause de la France libre, il est Compagnon de la Libération[30].
- Marcel Faure, est chef de la Subdivision de Bouar en 1939 et 1940, il contribue au ralliement de l'Oubangui-Chari à la France libre[31].
- Marcel Bigeard a, de juillet 1960 à janvier 1963, pris le commandement du 6e RIAOM à Bouar